# Lipa (Bihać)
Pour les articles homonymes, voir Lipa.
Lipa (en serbe cyrillique : Липа) est un village de Bosnie-Herzégovine. Il est situé sur le territoire de la ville de Bihać, dans le canton d'Una-Sana et dans la fédération de Bosnie-et-Herzégovine. Selon les premiers résultats du recensement bosnien de 2013, il ne compte plus aucun habitant.

## Démographie

### Évolution historique de la population
| 1948 | 1953 | 1961 | 1971 | 1981 | 1991 | 2013 |
| ---- | ---- | ---- | ---- | ---- | ---- | ---- |
| -    | -    | 257  | 181  | 105  | 72   | 0    |

|  |

### Communauté locale
En 1991, la communauté locale de Lipa comptait 218 habitants, répartis de la manière suivante :